# Reuharinsaaret
Reuharinsaaret är en ö i Finland. Den ligger i sjön Näsijärvi och i kommunen Tammerfors i den ekonomiska regionen Tammerfors och landskapet Birkaland, i den södra delen av landet, 160 km norr om huvudstaden Helsingfors. Öns area är 3,3 hektar och dess största längd är 310 meter i öst-västlig riktning.  Notera att namnet antyder att det är fråga om flera öar.